# Nieruchomość rolna
Nieruchomość rolna – nieruchomość gruntowa, której grunty są lub mogą być wykorzystywane do prowadzenia działalności wytwórczej w rolnictwie, w zakresie produkcji roślinnej i zwierzęcej, nie wyłączając produkcji sadowniczej, ogrodniczej i rybnej. Taka definicja nieruchomości rolnej zawarta jest w kodeksie cywilnym. Ustawa o kształtowaniu ustroju rolnego z 11 kwietnia 2003 roku (Dz.U. z 2024 r. poz. 423) zawęża tę definicję, wyłączając nieruchomości położone na obszarach przeznaczonych w planach zagospodarowania przestrzennego na cele inne niż rolne.